# Верес звичайний
Верес звичайний (Calluna vulgaris (L.) Hill.) — вічнозелений дуже розгалужений чагарничок родини вересових (Ericaceae), єдиний вид роду верес (Calluna). Місцево відомий як вереск, вересінь, підбрусничник тощо.

## Етимологія
Праслов'янське *versъ (*verzъ) вважається похідним від праіндоєвроп. кореня *u̯er-kh/*u̯er-gh і спорідненим з лит. vi̇̀ržis, vir̃žis, viržỹs, латис. vir̂zis, vìrsis, грец. ἐρείκη і ірл. froech.

## Морфологія
Рослина — дуже розгалужений кущик, 30-60 см заввишки. Стебло тонке, розпростерте, легко вкорінюється, з прямостоячими густими (голими або трохи пухнастими) гілочками.
Листки супротивні, сидячі, густо-черепичасто розміщені в чотири ряди, дрібні (1,5-3 мм завдовжки, 0,4-0,7 мм завширшки), коротко-лінійно-ланцетні, тригранні, тупі на верхівці, при основі стрілоподібні, трохи відхилені, дрібно-залозисто-війчасті, по краю коротко-війчасті.
Квітки правильні, дрібні, пониклі, в однобоких довгих китицях, при основі з чотирма трав'янистими прицвітками. Квітконіжки короткі, відхилені або пониклі, виходять з пазух листків. Оцвітина подвійна, чашечка і віночок лілові, лілово-рожеві, часом білі. Чашечка глибока, чотирироздільна, плівчаста, схожа на віночок, частки її тупуваті. Віночок зросло-пелюстковий (2-3 мм завдовжки), коротший за чашечку, дзвоникуватий, чотирироздільний, як і чашечка, лишається при плодах. Тичинок вісім з розширеними нитками, пиляки жовтогарячі, при основі з спрямованими донизу дрібнозубчастими, язичкоподібними придатками. Маточка одна, зав'язь верхня, стовпчик з головчастою приймочкою, що виступає із чашечки. Плід — чотиригнізда куляста коробочка (1,5 мм у діаметрі), вкрита білими щетинистими волосками, небагатонасінна.

## Екологічна характеристика
Росте верес у хвойних і мішаних лісах на порубах, лісосіках, згарищах. Рослина світлолюбна. Цвіте в липні — вересні.
Поширена на Поліссі і в Лісостепу. Заготівля можлива в районах поширення.

## Практичне використання

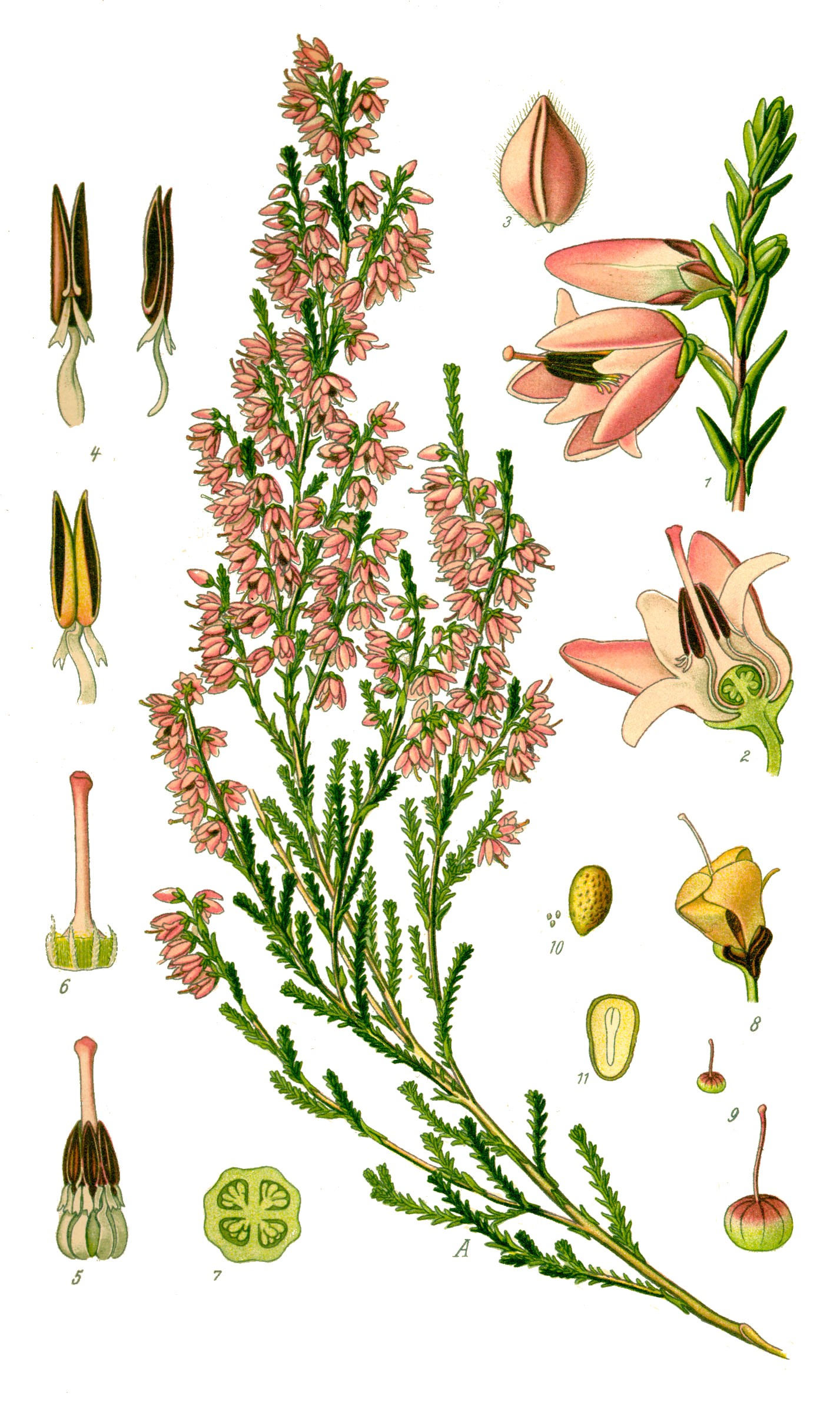
Верес звичайний

Медодайна, кормова, лікарська, танідоносна, фарбувальна і декоративна рослина.
Верес дуже добрий осінній медодай, який часто дає продуктивний взяток. Бджоли відвідують верес охоче і беруть багато нектару саме в той період, коли інші високопродуктивні медодаї відцвітають, або вже відцвіли. Взяток з нього сприяє розвиткові розплоду бджіл на зиму. Медопродуктивність його 60-100 кг з 1 га (за сприятливої погоди до 300 кг з 1 га). У теплу малодощову погоду з великих масивів вересу одна бджолосім'я збирає по 8-25 кг меду. Мед з вересу темно-жовтого і червоно-бурого кольору, густий, запашний, трохи терпкуватий. Порівняно з медом з інших рослин він містить більше мінеральних, білкових та інших речовин, у зв'язку з чим при перезимівлі на вересовому меді спостерігається пронос у бджіл. Також у зв'язку із збільшеним вмістом білкових речовин, при згущені або дозріванні він стає драглистим, і його важко відкачувати із стільників. Тому при значному взятку мед качають, коли мед ще не «дозрів», через кожні 4-5 дні. У Латвії бджоли успішно зимують на цьому меді. Відразу ж після підготовки гнізд до зими (кінець серпня — перша половина вересня) кожній сім'ї згодовують 8-10 кг 60-відсоткового цукрового сиропу.
Кормові якості вересу зумовлені наявністю солей кальцію, натрію, калію, фосфору, а також каротину, у зв'язку з чим він дуже корисний для молодняку і лактуючих тварин. За поживністю верес поступається перед луговим і лісовим сіном, але кращий від вівсяної соломи. У 100 кг корму міститься 35 кормових одиниць і до 5 % протеїну.
У маловрожайні на сіно роки верес заготовляють на зиму для годівлі корів і коней. Найпоживніший верес у фазі цвітіння і дуже корисний навесні, коли мало зелених кормів. Він придатний для приготування трав'яного борошна.
У народній медицині застосовують траву вересу при лікуванні сечокам'яної хвороби, ревматизму, при застуді, нервових хворобах, проносі, туберкульозі легень, набряканні ніг при серцевих і ниркових захворюваннях, а також безсонні.
Надземні частини вересу містять таніди (до 7 %). У декоративному садівництві верес рекомендується, для декорування кам'яних гірок, садіння на клумбах, у парках і садах. Декоративний він від ранньої весни до випадання снігу. З молодих пагонів можна добувати жовту фарбу.

## Збирання, переробка та зберігання
Як лікарську сировину гілки вересу збирають у серпні — вересні, зрізуючи їх секаторами, ножицями чи косою. Сушать у тіні або на горищі, розстилаючи на папері або тканині шаром 5-7 см. Зберігають у коробках.

## Цікаві факти
- Верес (норв. røsslyng) — національна квітка Норвегії.
- У Шотландії, в культурі, в якій верес займає почесне місце, з його листочків видобувають жовтий фарбник для відомої тканини шотландки, з якої шили пледи та кілти — національне вбрання шотландців. Використовувався верес і у виробництві вересового елю — традиційного шотландського міцного пива, перша згадка про яке датується 2 століттям до н. е. Шотландію також називають «країною вересового меду», а в древній Шотландії верес був зображеним на гербі одного з кланів. «Вересовий трунок» («Вересовий напій», «Вересовий мед») — відома поезія Р. Стівенсона, існують її переклади українською мовою[5].
- «Вераси» (біл. «Верасы», досл. «Вереси») — популярний в СРСР білоруський гурт.
- На честь вересу названо дев'ятий місяць в українській мові — вересень.
- ФК «Верес» — футбольний клуб з міста Рівне.